# 白いドレスの女
『白いドレスの女』（しろいドレスのおんな、原題: Body Heat）は、1981年に製作されたアメリカ映画。ローレンス・カスダン監督作品。北米週末興行収入成績（1981年8月28日 - 30日付）初登場第1位。

## あらすじ
弁護士のネッドは、白いドレスを着た美しい女性マティから夫のエドムンドを殺害する計画に誘われ事件へと巻き込まれてゆく。

## キャスト
| 役名                         | 俳優                   | 日本語吹替   |
| ---------------------------- | ---------------------- | ------------ |
| ネッド・ラシーン             | ウィリアム・ハート     | 堀勝之祐     |
| マティ・ウォーカー           | キャスリーン・ターナー | 田島令子     |
| エドマンド・ウォーカー       | リチャード・クレンナ   | 仁内建之     |
| ピーター・ローレンスティーン | テッド・ダンソン       | 富山敬       |
| オスカー・グレイス           | J・A・プレストン       | 阪脩         |
| テディ・ルイス               | ミッキー・ローク       | 安原義人     |
| メアリー・アン               | キム・ジマー           | 吉田理保子   |
| ローズ・クラフト             | ラナ・サウンダース     | 小宮和枝     |
| ヘザー・クラフト             | カローラ・マクギニス   | あきやまるな |
| マイルズ・ハーディン         | マイケル・ライアン     | 村越伊知郎   |
| マイケル・グレン             | トム・シャープ         | 谷口節       |

- 日本語吹替：初回放送 1987年11月29日 テレビ朝日「日曜洋画劇場」（BD収録）

## 日本語版制作スタッフ
- 演出：水本完
- 翻訳：額田やえ子
- 調整：伊東忠美
- 効果：南部満治／大橋勝次
- 制作：ザック・プロモーション

## その他
2008年5月にアメリカの映画専門サイトMovieFoneが発表した「Sexiest Movie Couples of All Time（歴代映画のセクシーなカップル）」において、ウィリアム・ハートの演じたネッドとキャスリーン・ターナーの演じたマティのカップルが第6位にランクインした。